# ダンシング・ヒーロー (映画)
『ダンシング・ヒーロー』（原題：Strictly Ballroom）は1992年制作のオーストラリア映画。バズ・ラーマンの映画監督デビュー作品だが、1986年にラーマンが制作した舞台の映画化。社交ダンス界を舞台にした青春コメディ。1992年のトロント国際映画祭で、最高賞である観客賞（ピープルズ・チョイス・アウォード）を受賞。

## あらすじ
両親ともにダンサーのスコットは社交ダンス界のホープで、彼が次期チャンピオンだと誰もが疑っていなかった。しかし彼は大会で自分のステップで踊り、負けてしまう。母親に責められ、怒ったパートナーのリズにも去られ、それでも自分のステップは間違っていないと主張するスコットは新しいパートナーを探すことになる。
しかし新しいパートナーは決まらず、次の大会の日付が迫ってきてしまい、回りはやきもきする。そんな時、スコットが一人で踊っていたところを、ダンス教室の生徒の一人フランが物陰から見ていた。フランは勇気を出して、自分をパートナーにとスコットに申し出る。しかし、スコットは冴えない容姿に加えて素人同然のフランを自分のパートナーにするつもりはなく、断りかけるが、フランが披露したフラメンコ風ステップに魅せられ、二人は大会に向けて猛特訓をはじめる。

## キャスト
※括弧内は日本語吹替
- スコット・ヘイスティングス - ポール・マーキュリオ（森川智之）
- フラン - タラ・モーリス（勝生真沙子）
- バリー・ファイフ会長 - ビル・ハンター（村松康雄）
- シャーリー・ヘイスティングス - パット・トムソン（沢田敏子）
- ダグ・ヘイスティングス - バリー・オットー（石井敏郎）
- レス・ケンドール - ピーター・ホワイトフォード（嶋俊介）
- リズ・ホルト - ジーヤ・カリディス（深見梨加）
- ケン・レイリングス - ジョン・ハナン（中田和宏）
- ティナ・スパークル - ソニア・クルーガー
- ウェイン・バーンズ - ピップ・ミューシン（古田信幸）
- ヴァネッサ・クローニン - レオニー・ペイジ（安達忍）
- リコ - アントニオ・ヴァルガス（池田勝）